# Liste der Monuments historiques in Alan (Haute-Garonne)
Die Liste der Monuments historiques in Alan (Haute-Garonne) führt die Monuments historiques in der französischen Gemeinde Alan auf.

## Liste der Bauwerke
| Bezeichnung                       | Beschreibung                  | Standort | Kennzeichnung | Schutzstatus | Datum | Bild           |
| --------------------------------- | ----------------------------- | -------- | ------------- | ------------ | ----- | -------------- |
| Kirche Notre-Dame-de-la-Nativité  | Erbaut im 13. Jahrhundert     | (Lage)   | PA00094665    | Inscrit      | 1926  | weitere Bilder |
| Krankenhaus Notre-Dame-de-Lorette | Erbaut im 17./18. Jahrhundert | (Lage)   | PA00094261    | Inscrit      | 1987  |                |
| Ehemaliger Bischofspalast         | Erbaut im 15. Jahrhundert     | (Lage)   | PA00094260    | Classé       | 1912  |                |

## Liste der Objekte
- Monuments historiques (Objekte) in Alan (Haute-Garonne) in der Base Palissy des französischen Kultusministeriums